# Rene Piechulek

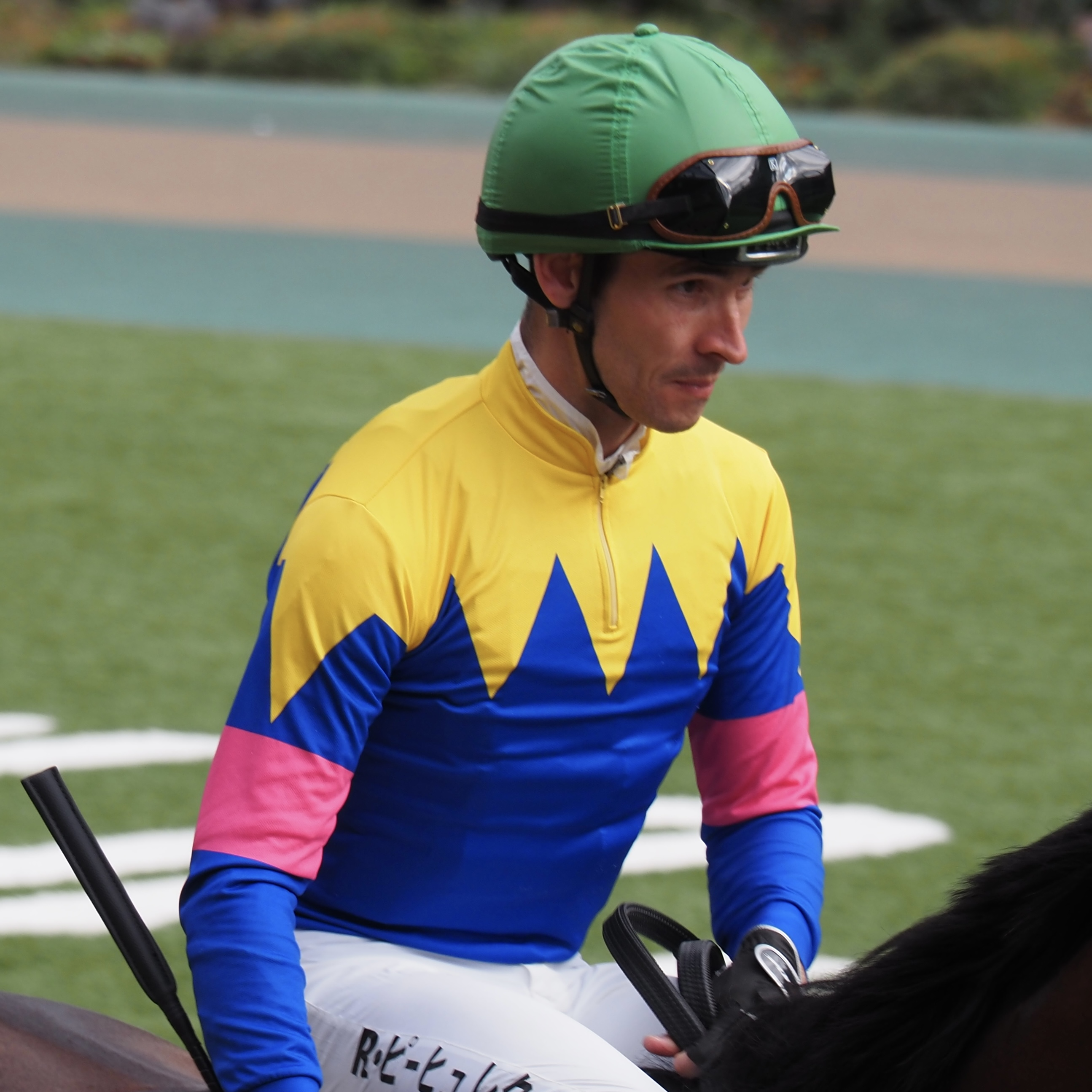
Rene Piechulek, 2024

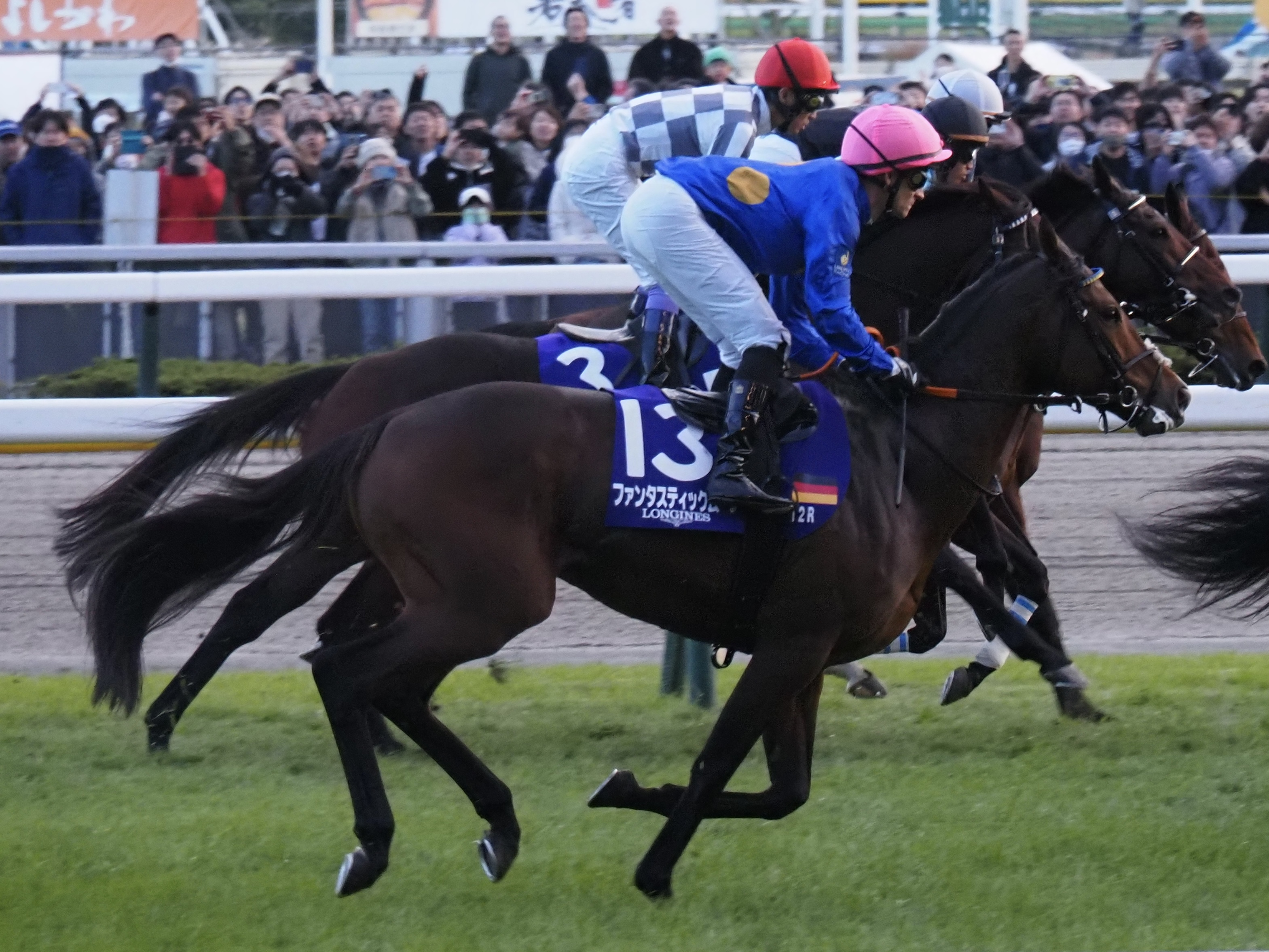
Rene Piechulek auf Fantastic Moon beim Japan Cup, 2024

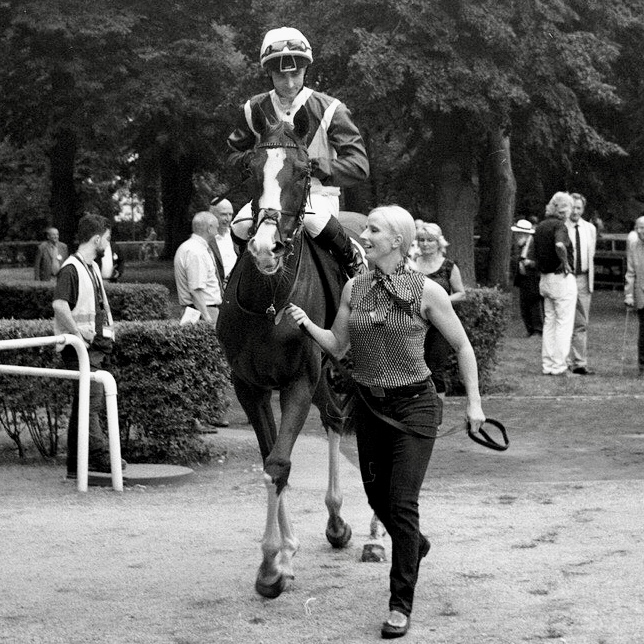
Rene Piechulek und Sarah Steinberg im August 2022 in Hoppegarten.

Rene Piechulek (* 24. April 1987 in Dessau) ist ein deutscher Jockey für Galopprennen. 

## Herkunft
René Piechulek wurde in Dessau-Roßlau geboren. Sein Vater war von Beruf Koch, seine Mutter gelernte Verkäuferin. Die Familie hielt Friesen als Hobby, mit denen sich Piechulek viel beschäftigte. Dennoch interessierte er sich mehr für das Boxen, da sein Vater Jens früher in der DDR ein erfolgreicher Boxer gewesen war. Deshalb besuchte Piechulek von der achten bis zur zehnten Klasse eine Sportschule, in der er Boxen trainierte und auch Talent zeigt. Allerdings wog er mit 34 kg selbst für die leichteste Jugend-Gewichtsklasse, das Papiergewicht von 40 bis 42 kg, zu wenig.
Nach der Schule strebte er einen Beruf mit Tieren an. Das Arbeitsamt in Leipzig schlug dem damals 16-Jährigen eine Lehre zum Pferdewirt mit Schwerpunkt Pferderennen vor. Seine Ausbildung absolvierte er bei Peter Hirschberger auf der Galopprennbahn Scheibenholz in Leipzig. 2007, im Alter von 20 Jahren, bestritt er sein erstes Rennen als Profi-Jockey. Piechulek reitet Flachrennen. 

## Laufbahn
Er gewann den Großen Preis von Baden (2022, 2024, Gruppe I), den Großen Preis von Bayern (2020, Gruppe I) und siegte im Deutschen Derby (2023, Gruppe I) in Hamburg mit Fantastic Moon.
Sein größter Erfolg ist der Sieg im Prix de l’Arc de Triomphe (2021, Gruppe I) in Paris-Longchamp mit Torquator Tasso. Der Arc gilt als eines der prestigeträchtigsten der Welt. Bisher war Andrasch Starke mit der Stute Danedream der einzige deutsche Jockey, der das seit 1921 ausgetragene Rennen gewann. 
2023 ritt Piechulek für den Kölner Trainer Peter Schiergen. Im Januar und Februar 2024 bestritt er Rennen in Japan. Zusätzlich zu seinem Engagement als Stalljockey von Sarah Steinberg startet Piechulek 2025 für den Diana-Rennstall von Karl-Dieter Ellerbracke vom Gestüt Auenquelle.

## Leben
Rene Piechulek ist der Lebensgefährte seiner Trainerin Sarah Steinberg. Er trainiert auf der Galopprennbahn Riem und lebt in München.

## Siege (Auswahl)
- Gruppe 1, Großer Preis von Baden, 2024, Fantastic Moon
- Gruppe 1, Preis von Europa, 2023, India
- Gruppe 1, Deutsches Derby, 2023, Fantastic Moon
- Gruppe 1, Grosser Dallmayr-Preis, 2022, Sammarco, 2023
- Gruppe 1, Großer Preis von Baden, 2022, Mendocino
- Gruppe 1, Qatar Prix de l’Arc de Triomphe, 2021, Torquator Tasso
- Gruppe 1, Großer Preis von Baden, 2021,  Torquator Tasso
- Gruppe 1, Großer Preis von Bayern, 2020,  Sunny Queen
- Gruppe 2, GroßerHansa Preis, 2024 Lordano
- Gruppe 2, Großer Preis von Wettstar.de, 2024, Fantastic Moon
- Gruppe 2, Carl Jaspers Preis, 2024, Lordano
- Gruppe 2, Prix Niel, 2023, Fantastic Moon
- Gruppe 2, Oettingen Rennen, 2023, Calif
- Gruppe 3, Premio Ribot, 2023, Westminster Night
- Gruppe 3, The Länd Trophy, 2023, Alessio
- Gruppe 3, Preis des Winterfavoriten, 2023, Geography
- Gruppe 3, Wettstar.de Preis der Deutschen Einheit, 2023, Lord Charming
- Gruppe 3, Gran Premio di Milano, 2023, Best of Lips
- Gruppe 3, Japan Racing Association Derby Trail, 2023, Fantastic Moon
- Listenrennen, Langer Hamburger, 2024, Niagaro
- Listenrennen, Baden-Badener Steher Cup, 2023, Lordano